# Mendoza (apellido)
Mendoza es un apellido de origen vasco alavés.

## Etimología
Se cree que Mendoza deriva del vasco «Mendotza», una palabra compuesta («mendi» + «hotza») que significa literalmente «monte frío» o «montaña fría».

## Linaje

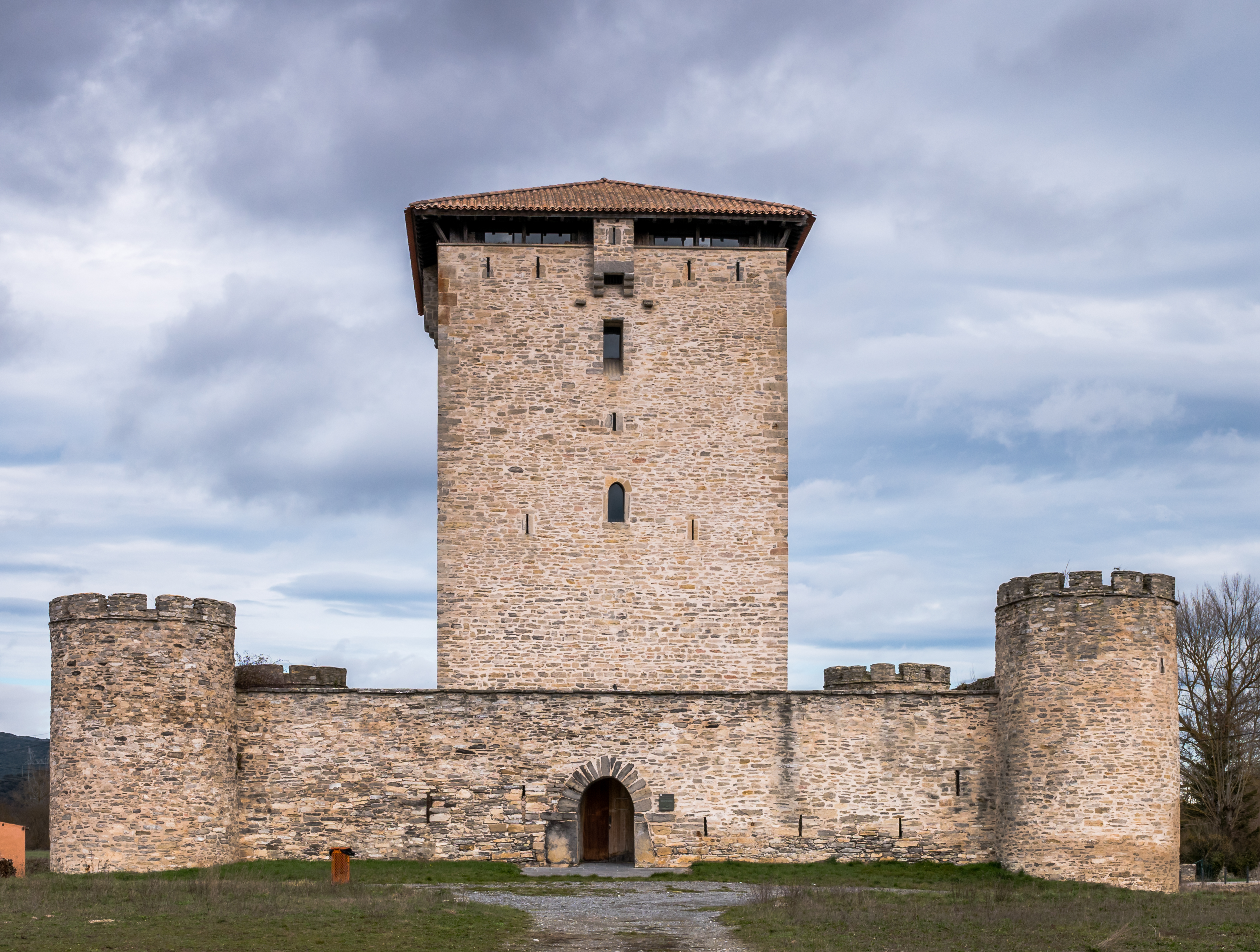
Torre de Mendoza.

El lugar de Mendoza en Álava ha sido cuna de uno de los linajes más ilustres y prolíficos de la historia española. La familia de Mendoza dio lugar a más de veinte casas con títulos nobiliarios, integrantes de la aristocracia del siglo de oro español y creó uno de los linajes nobles más poderosos e influyentes del país, los duques del Infantado, con grandeza de España.

### Origen
Al establecerse una familia de hidalgos natural de la zona de Llodio, donde eran vasallos de la poderosa casa de Haro, en la localidad alavesa de Mendoza, tomó un integrante de ella el apellido de Mendoza, dando comienzo a la casa de Mendoza y expandiendo el apellido, posteriormente, por todo el mundo.
El origen de esta linaje se remonta a Íñigo López, señor de Vizcaya en la segunda mitad del siglo XI, cuyo nieto Lope Sánchez, primer señor de Llodio y señor de Álava por la cofradía de Arriaga, casó con Sancha Díaz, que llevó en dote el solar de Mendoza y el de Frías. Su nieto Lope Iñiguez fue el primero en utilizar el apellido Mendoza.
El hijo de este último, Iñigo López de Mendoza, fue quien construyó Torre de Mendoza a principios del siglo XIII. Tomó parte en la batalla de las Navas de Tolosa en 1212 y por haber contribuido a romper el cerco de las cadenas que custodiaban la tienda del almohade Muhammad An-Nasir Miramamolin (1199-1213), añadió a su escudo de armas una orla con las cadenas.

### Expansión
Esta rama abandonó muy pronto su solar de origen, pasando en el siglo XIV a la corte al servicio de los reyes castellanos, instalándose definitivamente en Guadalajara en el siglo XV. Fue el duque del Infantado uno de los personajes más poderosos de la corte, y de él se decía en 1625 que ejercía señorío sobre ochocientas villas y tenía más de ochenta mil vasallos.
La rama principal de este linaje fue la de los Duques del Infantado, en la que se mantuvo la posesión de la Torre de Mendoza hasta 1856, en que fue vendida al vitoriano Bruno Martínez de Aragón y Fernández de Gamboa.

### Importancia
El poder y el patrimonio de los integrantes de la familia eran colosales, de modo que se considera la casa de Mendoza una de las casas nobiliarias españolas más influyentes de la historia de Italia y España. además dejando legados arquitectónicos como la torre de Mendoza en Álava, o el castillo de los Mendoza en Manzanares el real.